# Stockholms Flygklubb
Stockholms Flygklubb är en av Sveriges äldsta flygklubbar. Klubben har sedan slutet av 2013 flyttat från Stockholm-Bromma Flygplats och är idag baserad på Stockholm-Västerås Flygplats samt Stockholm Skavsta Airport i Nyköping.

## Historik
Stockholms Flygklubb bildades 1930 och verksamheten bedrevs i början från flyghamnen vid Lindarängen. Värtans is utnyttjades som start- och landningsplats. Så småningom fick klubben tillgång till flygfältet vid Barkarby. Då Bromma flygplats öppnades 1936 etablerade sig klubben där.

## Utbildning
Stockholms Flygklubb utbildar till Privatflygarcertifikat samt till tilläggsbehörigheten för mörkerflygning enligt VFR-flygreglerna (NQ).

## Flygplan
Stockholms Flygklubbs flygplansflotta består i december 2009 av 7 flygplan. Planering för anskaffning av ytterligare ett flygplan pågår.
- SE-GKC (Cessna 150)
- SE-GMD (Cessna 172)
- SE-KZP (Cessna 172)
- SE-IZZ (Piper PA-28-161 Warrior)
- SE-KMO (Piper PA-28-181 Archer)
- SE-KFZ (Piper PA-28-181 Archer)
- SE-LAI (Piper PA-28RT-201 Arrow IV)